# Guaitecas
Guaitecas är en kommun i Chile.   Den ligger i provinsen Provincia de Aisén och regionen Región de Aisén, i den södra delen av landet, 1 200 km söder om huvudstaden Santiago de Chile. Antalet invånare är 1 473. Arean är 787 kvadratkilometer.
Terrängen i Guaitecas är kuperad åt sydväst, men åt nordost är den platt.
I omgivningarna runt Guaitecas växer i huvudsak blandskog.